# Дорогостиці
Дорогостиці (рос. Дорогостицы) — присілок в Солецькому районі Новгородської області Російської Федерації.
Населення становить 85 осіб. Входить до складу муніципального утворення Горське сільське поселення.

## Історія
Від 2005 року входить до складу муніципального утворення Горське сільське поселення

## Населення
| 2010 |
| ---- |
| 85   |